# Jig'al Kohen
Jig'al Kohen (hebrejsky: יגאל כהן) byl izraelský politik a poslanec Knesetu za stranu Likud.

## Biografie
Narodil se roku 1928 v obci Tel Adašim. Sloužil v jednotkách Palmach, navštěvoval Hebrejskou univerzitu.

## Politická dráha
Byl koordinátorem mládežnického odboru hnutí izraelských mošavů, zasedal v sekretariátu hnutí ha-No'ar ha-oved ve-ha-lomed a v sekretariátu strany mládežnické organizace strany Mapaj. Působil jako instruktor v mošavech nově zřizovaných v Jeruzalémském koridoru a jako trenér skautské organizace Gadna v Evropě, USA a Africe. Byl původně členem levicové strany Mapaj, roku 1965 přešel do nové formace Rafi. V roce 1968 ovšem přešel do strany Rešima mamlachtit. Stal se předsedou její frakce v odborové centrále Histadrut. Byl také jedním ze zakladatelů strany La'am, která byla jednou ze zakládajících složek dnešního Likudu. V roce 1987 se připojil k hnutí Cherut, čímž dokončil svůj posun na pravici.
V izraelském parlamentu zasedl poprvé po volbách v roce 1973, do nichž šel za stranu Likud. Mandát ale získal dodatečně, v prosinci 1974, coby náhradník za Ariela Šarona. Byl členem parlamentního výboru práce. Mandát za Likud obhájil ve volbách v roce 1977. Zasedl ve výboru pro ekonomické záležitosti, výboru pro zahraniční záležitosti a obranu, výboru finančním a několika podvýborech. Opětovně byl zvolen na kandidátce Likud ve volbách v roce 1981. Zastával funkci místopředsedy Knesetu a člena výboru pro ekonomické záležitosti a finančního výboru. Předsedal podvýboru pro ochranu nemocnice v Nahariji. Za Likud úspěšně kandidoval i ve volbách v roce 1984. Stal se členem finančního výboru a několika podvýborů a zvláštních výborů.
Naposledy se zvolení dočkal ve volbách v roce 1988. Zemřel ale jen několik týdnů po začátku funkčního období, 6. prosince 1988. Jeho křeslo zaujal Micha'el Kleiner.